# BT Tower (Birmingham)
BT Tower – wieżowiec należący do firmy British Telecom, położony przy ulicy Lionel Street w mieście Birmingham w Wielkiej Brytanii.
Budowa rozpoczęła się w lipcu 1963 r., a zakończono ją we wrześniu 1965 r. Budynek został zaprojektowany przez Ministerstwo Budownictwa i Robót Publicznych, liczy 31 kondygnacji o łącznej wysokości 152 metrów.

## Zobacz też

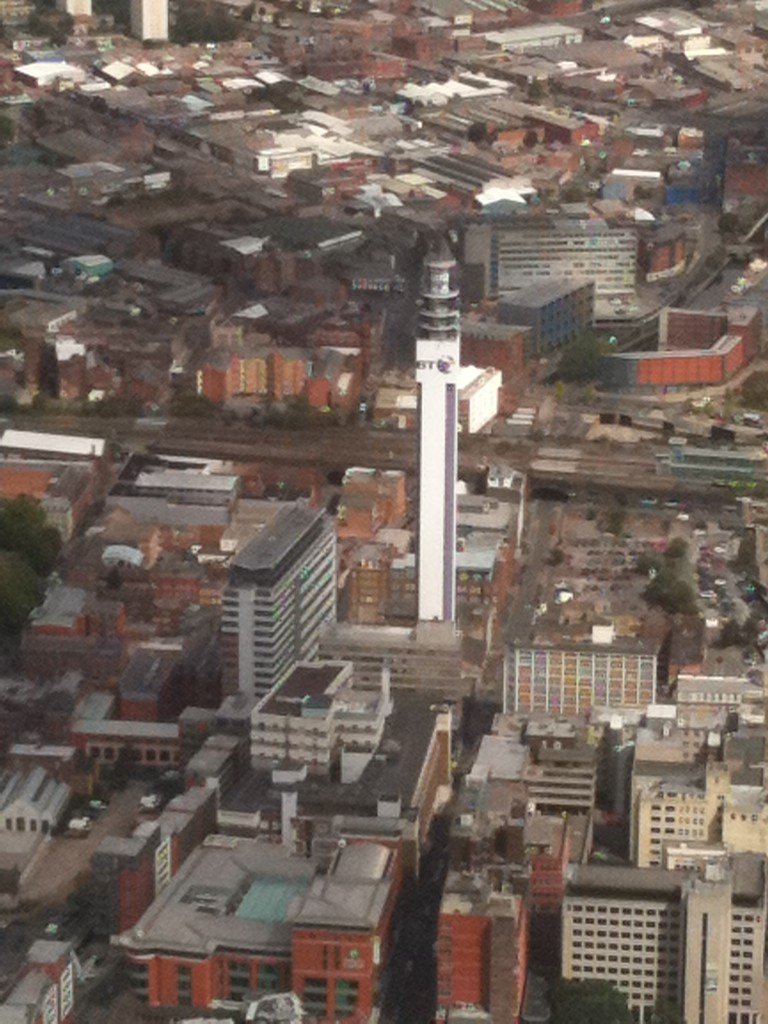